# Констант де Декен
Констант П'єр-Жозеф де Декен (фр. Constant Pierre-Joseph de Deken; 7 березня 1852, Вілрейк, Бельгія — 3 березня 1896, Бома, Вільна держава Конго) — бельгійський католицький місіонер, мандрівник, першовідкривач, антрополог.

## Біографія
Вивчав богослов'я в духовній семінарії в Мехелені. У 1877 році вступив в чернече Товариство Божого Слова. Висвячений в червні 1879 року. Відчувши покликання до місіонерства, в березні 1881 року був відправлений у Кан-Су-Кукунор (нині Ганьсу) (Китайський Туркестан) для навернення населення країни до католицизму.
Вербісти були присутні в Китаї з 1865 року і хотіли розширити свою місію на північний захід. Де Декен залишався в Китаї до 1889 року.
У 1889 році він в Жаркенті (Туркестан) зі своїм слугою-китайцем Констант приєднався до наукової експедиції дослідника Центральної Азії та Тибету Габріеля Бонвало, якого в якості ботаніка і фотографа супроводжував французький принц Анрі Орлеанський. Де Декен знав китайську мову, був перекладачем.
План Бонвало полягав у тому, щоб перетнути Азію і досягти Тонкіна у Французькому Індокитаї. Експедиція вступила на територію, що знаходилася під контролем Китаю, і рушила далі, пройшовши через Тянь-Шань, Таримську западину і Лоб-Нор. Зиму вони змушені були провести в Тибеті. Доступ до Лхаси дослідники не отримали, після довгих переговорів експедиція дозволили лише продовжити свій шлях до східних кордонів Тибетського плато. У червні вони врешті-решт досягли Кандіна, а вже у вересні 1890 року — Ханоя.
Потім де Декен залишив групу мандрівників і човном вирушив у Хайфон, щоб повернутися на батьківщину. Через рік де Декен покинув Китай і повернувся в Брюссель. Свої спостереження про культуру, наукові описи рослин, тварин, звичаїв і ритуалів, з якими познайомився в ході подорожі в поєднанні з численними поясненнями, опублікував в книзі, опублікованій французькою мовою «À travers l'Asie» («Подорожі Азією», 1891).
Мандрівники стали першими європейцями, які ступили на Тибетське нагір'я.
Експедиція на відстань 6000 км стала безпрецедентною, в ході якої була створена велика ботанічна колекція, згодом передана для вивчення в Національний музей природознавства у Парижі.
У червні 1892 року Констант відправився в Африку в м. Бома (Вільна держава Конго). Заснував монастир і місію в Кананзі. Опублікував книгу «Deux ans au Congo» («Два роки в Конголенді»).
Помер в 1896 році, не доживши кількох днів до свого 44-річчя.

## Нагороди
- Кавалер Ордена Леопольда I.

## Пам'ять
- На згадку де Декена на його батьківщині в м. Вілрейку в 1904 році встановлено пам'ятник, на якому написано: «Місіонер, дослідник Тибету, піонер Конго». Ще один пам'ятник споруджений в Еттербеку (Брюссельський столичний регіон).
- Ім'я де Декена носять вулиці в Еттербеку та Антверпені.